# إنكار الحمل

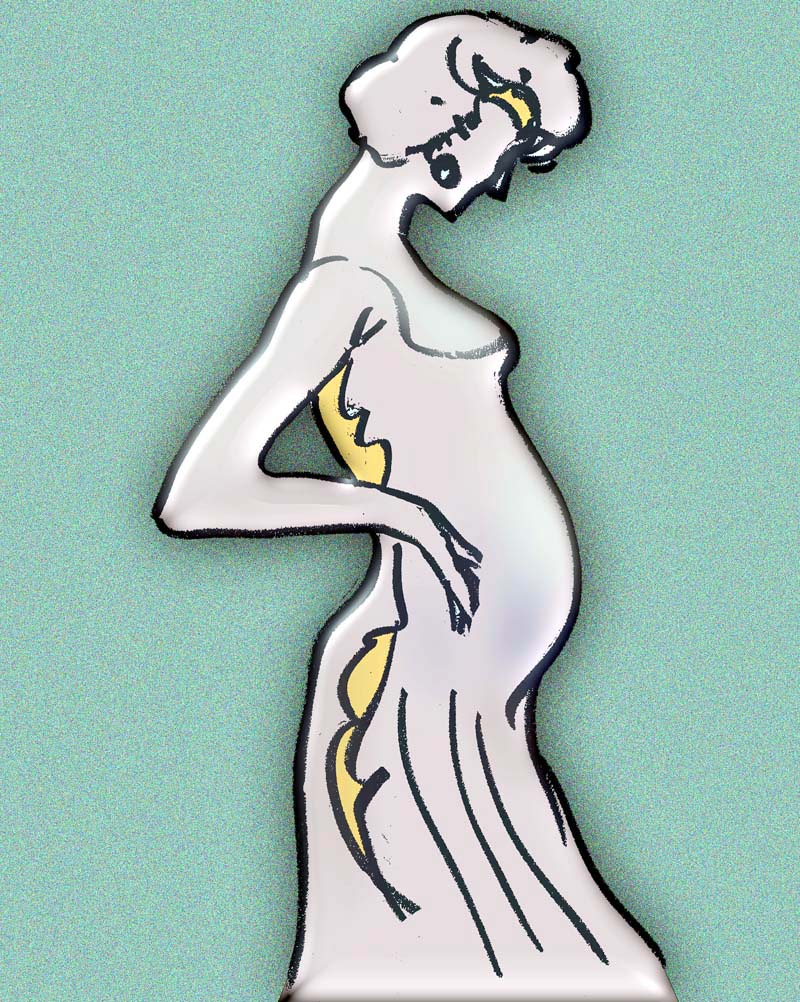

إِنْكَارُ الحَمْلِ شكل نادر من أشكال الإنكار التي تعرضها النساء إما إلى حقيقة أو آثار حملهن. تشير إحدى الدراسات أن النساء اللواتي أنكرن حملهن يمثلن 0.26 ٪ من جميع الولادات. ذكرت دراسة أجريت مؤخرا أن ما يقارب من 1 في 475 حالة حمل نفيت الحمل في الأسبوع 20 من الحمل، وأفادت أن نسبة الحالات مستمرة في الارتفاع حتى وقت الولادة هو حوالي 1 في 2 500 يرفضن الاعتراف بحملهن. 

## طالع أيضًا
- الحمل المخفي
- الحمل الكاذب